# Idiotisme idiomàtic
Un idiotisme idiomàtic, gir idiomàtic, expressió idiomàtica o frase feta és una expressió, sintagma o locució particular o privativa d'un idioma, un tret lingüístic característic d'una llengua, que pot ésser contrari a les regles gramaticals, el significat del qual no es dedueix pas forçosament dels mots que el componen. És sinònim de modisme, expressió que no es pot traduir literalment a una altra llengua. L'idiotisme no s'adapta a les normes gramaticals o al significat literal i usual dels mots, i posseeix un significat figurat adoptat de manera convencional. Els idiotismes solen confondre aquells que no hi estan familiaritzats, generalment locutors que no en són de llengua materna.
En català, n'és un exemple estirar la pota (manera col·loquial de dir 'morir').